# Mutya Buena
Rosa Isabel Mutya Buena (Londres, 21 de maio de 1985) mais conhecida simplesmente como Mutya Buena, é uma cantora e compositora britânica, que chegou à fama como um membro do grupo feminino Sugababes. Com o grupo, Buena teve quatro singles número um no Reino Unido, seis outros dez sucessos e três álbuns multi-platina. Depois de deixar as Sugababes em dezembro de 2005, em seguida lançou seu primeiro álbum solo, Real Girl, em junho de 2007. Em outubro de 2010, Buena lançou uma coletânea dedicada a cantores britânicos, intitulada Sound of Camden: Mutya Buena.
Em 20 de julho de 2012, Buena e suas antigas colegas de banda Sugababes, Donaghy e Buchanan, confirmaram sua reunião. O trio original não pode lançar músicas com o nome Sugababes, então elas optaram por MKS (Mutya Keisha Siobhan). Em setembro de 2019, elas confirmaram oficialmente seu retorno como Sugababes.

## Biografia
Buena nasceu em Kingsbury, Londres, e frequentou a Kingsbury High School. Seu pai é filipino e sua mãe é descendente de irlandeses. Em 23 de março de 2005, Buena deu à luz sua filha Tahlia. Buena dedicou uma música para sua falecida irmã Maya no álbum do Sugababes, Three.

## Carreira

### 1998–05: Carreira no Sugababes
Os Sugababes foi formado em 1998 por  Siobhán Donaghy, Keisha Buchanan e Buena. O seu álbum de estreia, One Touch, foi lançado em Novembro de 2000 e atingiu o número 26 na UK Albums Chart, ganhando uma certificação de ouro. One Touch gerou quatro singles, três dos quais alcançaram o top 20, enquanto o single principal do álbum "Overload" foi indicado ao BRIT Award por "Best British Single". As vendas do álbum não atenderam às expectativas da London Records e o grupo foi posteriormente descartado. Segundo álbum do grupo Angels with Dirty Faces foi lançado em agosto de 2002 pela Island Records. Influenciado pela new wave, dance e música pop dos anos 80, o disco teve sucesso no Reino Unido, onde alcançou o número dois e foi triplo de platina. Produziu dois singles número um e foi nomeado para "Melhor Álbum Britânico" no BRIT Awards de 2003.

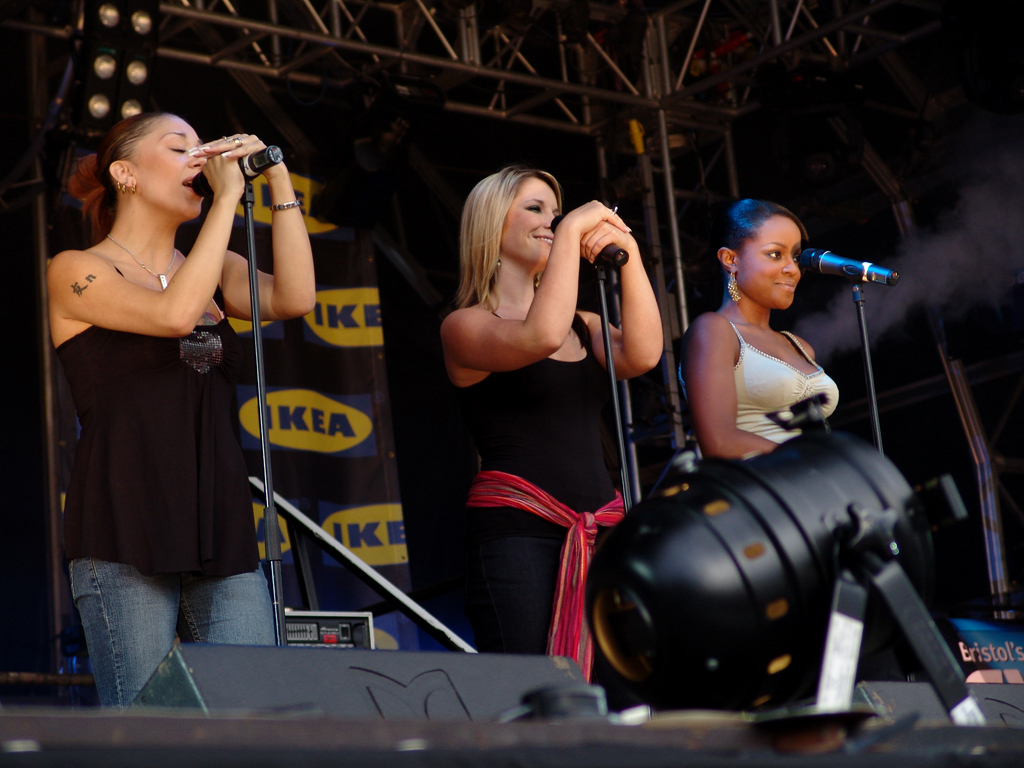
Buena performando com as Sugababes em agosto de 2004

Three, o terceiro álbum de Sugababes, foi lançado em outubro de 2003. Alcançou o número três no Reino Unido e produziu quatro singles, todos alcançando o top dez. O quarto álbum do grupo, Taller in More Ways, foi lançado em outubro de 2005. O álbum alcançou o número um e foi disco duplo de platina no Reino Unido. Em 21 de dezembro de 2005, foi anunciado que Buena estava deixando os Sugababes. De acordo com um anúncio em seu site oficial, "a decisão de [Buena] foi baseada puramente em razões pessoais e ela continuará a ser a melhor amiga de ambas [Buchanan] e [Range]". O último membro original, Buchanan, disse sobre a saída de Buena: "... todos sentimos falta de Mutya, mas também sabíamos que ainda havia lugar para trazer alguém novo que pudesse nos ajudar a continuar levando a marca da música Sugababes". Amelle Berrabah se juntou ao grupo 48 horas após a partida de Buena.

### 2006–09:Real Girl, outros empreendimentos e hiato musical
Após sua saída do Sugababes, Buena começou a trabalhar em seu álbum de estréia no início de 2006, depois de assinar com sua gravadora anterior, Universal Island Records. Ela também contribuiu com os vocais para o álbum Soundboy Rock de Groove Armada. O primeiro single a ser lançado no Reino Unido com Buena era uma balada em dueto com George Michael, intitulado "This Is Not Real Love". Foi lançado em novembro de 2006 e atingiu o número 15 no Reino Unido. Precedendo o álbum, a faixa-título, "Real Girl", foi lançada no início de 2007. Atingiu o número 2 no Reino Unido e recebeu uma indicação ao BRIT Award de "Melhor Single". A música é um cover do sucesso "It's It`t Over 'Til It's Over" de Lenny Kravitz, e foi produzido pela produtora londrina Full Phat. "Real Girl" também foi destaque no Sex and the City, Vol 2: More Music Soundtrack. O primeiro álbum de Buena, Real Girl, alcançou o número 10 na UK Albums Chart. "Song 4 Mutya (Out of Control)", sua colaboração com a dupla Groove Armada, foi lançada no Reino Unido em julho de 2007 chegou ao número 8. A quarta versão do álbum foi "Just a Little Bit", que atingiu o número 65. Buena também colaborou com Amy Winehouse, em um re-formulação da faixa "Be My Baby" do The Ronettes intitulado "B Boy Baby", que alcançou o número 73 no Top 75 do Reino Unido. Em 1 de outubro de 2007, Buena foi nomeada para o "Music of Black Origin" (MOBO) de 2007 na O2 Arena em Londres.
Em 12 de fevereiro de 2008, Buena foi demitida por sua gravadora devido às fracas vendas do álbum Real Girl e a pouca repercussão de seus dois últimos singles, "Just a Little Bit" e "B Boy Baby".
Em outubro de 2008, Buena apareceu no Celebrity Ding Dong de Alan Carr. Em janeiro de 2009, Buena apareceu no segundo single de Asher D, "With You", do seu álbum Ashley Walters, bem como na faixa "The Time Is Now" de Don-E. Ela também promoveu as colaborações "Fallin" com o Agent X e "Give Back" com Tah Mac. Buena também se juntou a uma série de artistas britânicos, americanos e jamaicanos para tocar no single de estréia da produtora Urban / Funky House, NightShift. A música é intitulada "Can You Persuade Me" e também apresenta MegaMan (DJ Ironik, Sisqó, Tanto Metro & Devonte, TQ, Steelo, Juxci D, J2K, Wretch 32, Sam Obernik e Mr. Vegas). Após a rejeição de Buena, a canção "I Know You Want Me (Calle Ocho)" foi então gravada por Pitbull.
Em setembro de 2010, ela contribuiu com seis faixas do álbum The Sound of Camden, que foi gravado em Israel com o produtor musical Roy Sela. O álbum lida com o mercado de Camden Town em Londres e está disponível para compra somente no próprio mercado, assim como no iTunes. Ela gravou uma série de covers de músicas de rock de bandas de rock como U2, The Pixies e Iron Maiden, em um estilo descontraído. Em outubro de 2010, Buena confirmou que não estava mais interessada em uma carreira na indústria da música e que atualmente está treinando para se tornar psicóloga para crianças. Apesar do anúncio, Buena se uniu a City Boy Soul, uma banda que consiste de Coree Richards ex- vocalista do Damage e do rapper britânico Gak Jonze, e digitalmente lançou "Be Ok" em janeiro de 2011. Buena também gravou os vocais para "Give Me Love" , escrito pelo DJ/produtor britânico Paul Morrell. Mutya está programado para lançar "My Love" com Thor Alaye no início de 2012. E "Bedroom" com Shide Boss em 2012. Buena se apresentou no Birmingham Gay Pride em 28 de maio de 2011. Em 2011, uma demo de Mutya foi lançado no soundcloud, chamado All B4.
Em 2 de janeiro de 2009, Buena entrou no Celebrity Big Brother 6 como um colega de casa. No dia 15 da série (16 de janeiro de 2009), ela saiu da casa do Big Brother após sobreviver ao despejo na mesma noite. Ela foi a última participante celebridade a sair do show até Claire King deixar a edição de 2014 do show em 31 de agosto de 2014.

### 2011–16: Mutya Keisha Siobhan
Em outubro de 2011, vários meios de comunicação informaram que a formação original dos Sugababes seria reformada. Em janeiro de 2012, novas circulações que o grupo iria reunir foram desencadeadas, depois que Buena e Buchanan twittaram que elas estavam no estúdio com "duas outras mulheres" e com o rapper britânico Professor Green. No entanto, Buena mais tarde negou a informação no Twitter, dizendo: "Não há faixa [com] keisha e professor G eles estavam comigo no estúdio. Eu estou trabalhando em minhas coisas pessoais no momento.(Sic)" Apesar disso, A cantora e compositora escocesa Emeli Sandé confirmou para a MTV UK que ela havia escrito novas músicas para Buena, Buchanan e Donaghy, dizendo: "Sim, isso é verdade. Eu escrevi para o line-up original do Sugababes, que eu estou muito feliz porque eu simplesmente amei elas estão de volta. Eu amei o som delas, foi tão legal. Foi muito diferente, então estou feliz por estar envolvido no que começou toda a jornada do Sugababes. Parece incrível". Em abril de 2012, foi relatado que o line-up havia assinado um contrato de £ 1 milhão reais com a Polydor Records. Em junho de 2012, Donaghy confirmou no Twitter que novas músicas seriam lançadas, dizendo: "o mais rápido será em 2 semanas. A última é 10 semanas".
Em julho de 2012, foi oficialmente confirmado que o grupo havia se reformado sob o nome de Mutya Keisha Siobhan e estavam escrevendo músicas para um novo álbum da Polydor. O nome foi oficialmente registrado na União Europeia em 27 de junho de 2012.

### 2017–presente: Projetos individuais e retorno à TV
Em março de 2017, Buena iniciou sua própria agência com os amigos. A agência é chamada Color of Musiq.
Em 2018, Buena foi destaque na faixa chamada "Game Over" com Rockwell, JSTN e Rico Flames. Ela também foi destaque no videoclipe. Buena também começou a empreender vários projetos de televisão. Ela apareceu em um episódio de Just Tattoo of Us da MTV antes de ser anunciada como membro do elenco da temporada 5 de Celebs Go Dating na E4.
Em 2019, ela apareceu na quarta temporada de Celebrity Coach Trip ao lado de Lisa Maffi.
Em 2021, se apresentou no festival Mightyhoopla em Londres e voltou a fazer turnê com o grupo Sugababes.
Em junho de 2023 se apresentou no Isle Of Wigth festival junto com Keisha e Sioban.

## Vida pessoal
Em março de 2010, a Buena entrou com um pedido de propriedade do nome Sugababes junto à Autoridade Europeia de Marcas. Embora os nomes de Buchanan e Donaghy apareçam na submissão de marca registrada, foi confirmado que Buena era a única candidata a submissão e que Donaghy e Buchanan não estavam envolvidos. O quarto grupo lançou uma oposição à alegação, alegando que a boa vontade e reputação na marca e nome comercial "Sugababes" pertence à parceria - não um indivíduo.
Buena pagou £ 5.000 para implantes de nádegas, já que "apenas queria um pouco mais" e anteriormente tinha ampliações nos seios. Em novembro de 2013, a Buena removeu os implantes.
Em setembro de 2014, a Buena foi declarada falida por um juiz da Suprema Corte.

## Discografia
Com Sugababes
- Real Girl (2007)

## Singles
- 2006: "This Is Not Real Love"
- 2007: "Real Girl"
- 2007: "Out Of Control"
- 2007: "Just A little Bit"
- 2007: "B Boy Baby"
- 2008: "With You"
- 2009: "Fallin'"
- 2009: "Give Back"
- 2013: "Bedroom"
- 2018: "Game Over"